# Айту
Айту́ (каз. Айту) — село у складі Каратальського району Жетисуської області Казахстану. Входить до складу Айтубійського сільського округу.
Населення — 271 особа (2021; 296 у 2009, 438 у 1999, 403 у 1989).